# Бинка Златарева
Бинка Манолова Златарева е една от първите български художнички.

## Биография
Родена е на 4 юни 1891 г. в Свищов. Завършва женското девическо училище в родния си град. След това получава средно образование в Шумен. Постъпва в Държавното рисувално училище, където учи при проф. Иван Мърквичка. Завършва с отличие и заминава на специализация в Прага. Там в продължение на две години учи при проф. В. Хинайс.
Бинка Златарева твори в областта на портрета, натюрморта и пейзажа. Прави шест самостоятелни изложби и множество общи – в Белград, Виена, Париж, Прага, Токио. Нейни картини се намират в Националната художествена галерия, както и в галерии в София, Пловдив, Варна и Свищов. Член е на Дружеството на българските художници.
Автор е и на пътеписи следствие на пътуванията ѝ до Белгия, Нидерландия, Франция, Швейцария и Турция.
Умира на 28 февруари 1972 г. в София. Погребана е в парцел № 17 на Централните софийски гробища.